# Chilocardamum castellanosii
Chilocardamum castellanosii är en korsblommig växtart som först beskrevs av Otto Eugen Schulz, och fick sitt nu gällande namn av Al-shehbaz. Chilocardamum castellanosii ingår i släktet Chilocardamum och familjen korsblommiga växter. Inga underarter finns listade i Catalogue of Life.